# مستشفى بريغهام والنساء
مستشفى بريجهام والنساء (بالإنجليزية: Brigham and Women's Hospital) هو ثاني أكبر مستشفى تعليمي في كلية الطب بجامعة هارفارد وأكبر مستشفى في منطقة لونغوود الطبية في بوسطن، ماساتشوستس. إلى جانب مستشفى ماساتشوستس العام، فهو أحد الأعضاء المؤسسين لـ Mass General Brigham، أكبر مزود للرعاية الصحية في ماساتشوستس. يعمل سونيل إبين كرئيس حالي للمستشفى.

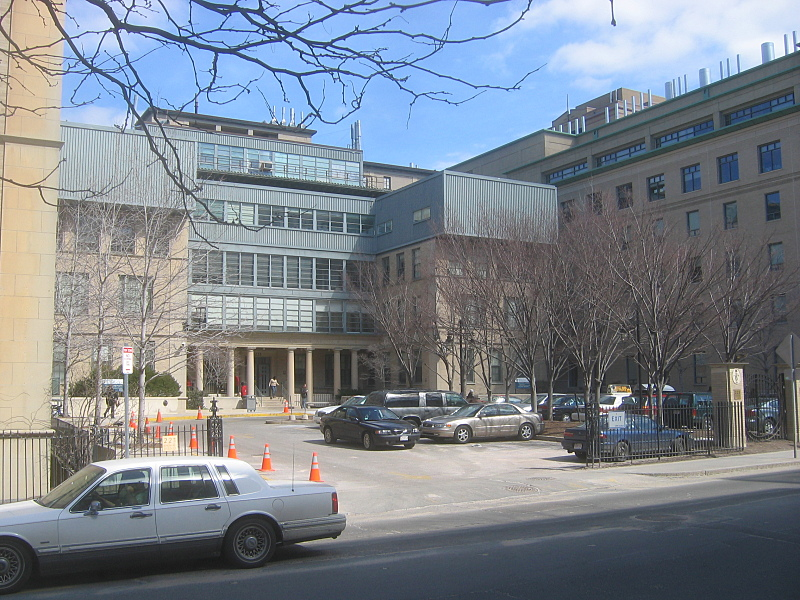
221 شارع لونغوود، الذي كان يُعرف سابقًا بمبنى مستشفى بوسطن لاينغ إن، وهو جزء من مستشفى بريجهام والنساء ولكنه منفصل عن المبنى الرئيسي الواقع في 15-75 شارع فرانسيس؛ منظر من شارع لونغوود